# Pripajanje
Pripajanje  je elektrofilna aromatska substitucija med diazonijevo soljo, ki se imenuje tudi diazo komponenta, in anilinom, fenolom ali katero drugo aromatsko spojino, ko tvori azo spojine. Diazonijeva sol je elektrofil, aktivirani aren pa nukleofil. V večini primerov je tudi diazonijeva sol aromat. Produkti reakcije so azo spojine, ki zaradi konjugiranih dvojnih vezi oziroma dislociranih π elektronov absorbirajo daljše valovne dolžine svetlobe kot reaktanti. 
Pripajane je pomembna reakcija za sintezo barvil, kislo-bazičnih indikatorjev in zdravil, na primer prontosila in sulfonamidov.

## Reakcijski mehanizem
Reakcijski mehanizem je prikazan na pripajanju aktiviranega aromata N,N-dimetilanilina na benzendiazonijevo sol. Po pripajanju nastane barvilo masleno rumeno:
| Azokupplung startAnimGif |

Substitucija poteče praviloma na para položaju, če je para položaj zaseden, pa na orto položaju. Diazonijeve soli so nestabilne in nekatere razpadejo že pri sobni temperaturi, zato poteka pripajanje običajno pri temperaturi 0-5 °C. 
S pripajanjem nastale azo spojine s splošno formulo Ar–N=N–Ar' so derivati diazenov s splošno formulo H–N=N–H. Azo spojine absorbirajo svetlobo v vidnem delu spektra, zato se uporabljajo večinoma kot azo barvila.